# Gerhard Koppensteiner
Gerhard Koppensteiner (* 2. Juni 1931 in Spittal an der Drau; † 10. Dezember 2007 in Wolfsberg) war ein österreichischer Politiker (ÖVP) und Finanzbeamter. Koppensteiner war von 1975 bis 1979 Mitglied des österreichischen Bundesrates und von 1979 bis 1986 Abgeordneter zum österreichischen Nationalrat.

## Ausbildung und Beruf
Koppensteiner besuchte von 1937 bis 1941 die Volksschule und danach bis 1945 die Oberschule für Jungen. Er wechselte 1945 an ein Bundesrealgymnasium und schloss das Gymnasium 1949 mit der Matura ab. In der Folge arbeitete er zwischen 1949 und 1951 als Vermessungstechniker bei Baufirmen und war danach von 1952 bis 1987 als Finanzbeamter tätig, wobei er von 1954 bis 1955 die Bundesfinanzschule absolvierte. Nach 1987 war Koppensteiner beruflich als Unternehmensberater und Geschäftsführer tätig, bereits 1983 war er zum Amtsdirektor ernannt worden.

## Politik
Koppensteiner engagierte sich zwischen 1964 und 1991 als Gemeinderat in Wolfsberg und war von 1970 bis 1983 Vizebürgermeister sowie Finanzreferent. Innerparteilich fungierte Koppensteiner von 1961 bis 1973 als Stadtparteiobmann der ÖVP Wolfsberg, war von 1974 bis 1987 ÖVP-Bezirksparteiobmann sowie von 1970 bis 1974 Bezirksobmann des ÖAAB. Zwischen dem 19. März 1975 und dem 4. Juni 1979 vertrat Koppensteiner die ÖVP im Bundesrat, danach war er vom 5. Juni 1979 bis zum 16. Dezember 1986 Abgeordneter zum Nationalrat. 

## Auszeichnungen
- Großes Silbernes Ehrenzeichen für Verdienste um die Republik Österreich
- Großes Goldenes Ehrenzeichen für Verdienste um das Land Kärnten